# 15 mai
Pour les articles homonymes, voir Quinze-Mai.
15 avril 15 juin
Chronologies thématiques
- Croisades
- Ferroviaires
- Sports
- Disney
- Anarchisme
- Catholicisme

Abréviations / Voir aussi
- (° 1852) = né en 1852
- († 1885) = mort en 1885
- a.s. = calendrier julien
- n.s. = calendrier grégorien
- Calendrier
- Calendrier perpétuel
- Liste de calendriers
- Naissances du jour

Le 15 mai est le 135e jour, moins souvent le 136e, de l'année du calendrier grégorien ; il en reste ensuite 230.
Ses équivalents sont : 
- le 15 des ides de maius des anciens calendriers romains (voir fêtes romaines plus bas) ;
- et généralement le 26 floréal du calendrier républicain ou révolutionnaire français, officiellement dénommé jour du fusain (d'origine végétale).

## Événements

### IIIesiècle
- 221 : Liu Bei se proclame empereur du royaume de Shu.

### IVesiècle
- 392 : mort du co-empereur romain Valentinien II sans doute assassiné par Arbogast.

### XVIesiècle
- 1501 : départ de l'expédition de Miguel et Gaspar Corte-Real vers Terre-Neuve, le Labrador et le Groenland.
- 1525 : bataille de Frankenhausen, lors de la guerre des Paysans allemands.
- 1536 : Anne Boleyn et son frère, Lord Rochford, sont déclarés coupables d'adultère et d'inceste par la Haute Cour d'Angleterre.
- 1567 : Marie Stuart épouse James Hepburn.

### XVIIesiècle
- 1648 : la paix de Munster met fin à la guerre de Quatre-Vingts Ans, et consacre l'indépendance des Provinces-Unies.

### XVIIIesiècle
- 1768 : Louis XV achète la Corse à la république de Gênes.
- 1793 : bataille de Palluau pendant la guerre de Vendée.

### XIXesiècle
- 1809 : deuxième jour et fin de la bataille de Strass im Zillertal, lors de la rébellion du Tyrol.
- 1811 : indépendance du Paraguay.
- 1815 : début de la guerre de Vendée de 1815.
- 1848 : manifestation populaire parisienne du 15 mai.
- 1850 : le traité Arana-Southern est ratifié

### XXesiècle
- 1917 : le général Philippe Pétain remplace le général Robert Nivelle, comme commandant en chef français.
- 1932 : incident du 15 mai, au Japon.
- 1940 : 
  - capitulation néerlandaise et fin de la bataille des Pays-Bas.
  - Rafle des femmes indésirables à Paris.
- 1955 : signature du traité d'État autrichien.
- 1969 : jeudi sanglant, émeute à Berkeley, en Californie, aux États-Unis d'Amérique.
- 1974 : massacre de Ma'alot.
- 1988 : début du retrait soviétique d'Afghanistan.

### XXIesiècle
- 2011 : naissance du mouvement des indignés (ou mouvement 15-M), sur la Puerta del Sol, à Madrid, Espagne.
- 2012 : nomination de Jean-Marc Ayrault au poste de Premier ministre en France.
- 2016 : élection présidentielle en République dominicaine.
- 2017 : nomination d'Édouard Philippe au poste de Premier ministre en France.
- 2018 : inauguration par le président russe Vladimir Poutine du Pont de Crimée traversant le détroit de Kertch entre la Crimée récemment annexée et la Russie et entre mer d'Azov et mer Noire.
- 2021 : au Chili, 1er jour des élections qui se déroulent sur deux jours afin d'élire une Assemblée constituante chargée de rédiger une nouvelle Constitution[1].

- 2024 :
  - en France, le président Emmanuel Macron décrète l'instauration de l'état d'urgence en Nouvelle-Calédonie à la suite de violentes émeutes dans l'archipel[2].
  - à Singapour, Lawrence Wong est nommé Premier ministre en remplacement de Lee Hsien Loong, au pouvoir depuis 2004[3].
  - en Slovaquie, le président du gouvernement, Robert Fico (photo), est victime d’une tentative d'assassinat[4].

## Arts, culture et religion
- 1252 : le pape Innocent IV promulgue la bulle Ad extirpanda.
- 1863 : ouverture à Paris du salon des refusés.
- 1891 : publication de l'encyclique Rerum novarum du pape Léon XIII.
- 1928 : première apparition publique (muette) de Mickey Mouse, dans Plane Crazy, six mois avant sa naissance officielle le 18 novembre suivant.
- 1949 : canonisation de Jeanne de Lestonnac, religieuse française du XVIIe siècle, par le pape Pie XII.
- 1952 : publication originale du roman américain La Sagesse dans le sang (Wise Blood) de Flannery O'Connor.

## Sciences et techniques
- 1681 : inauguration du canal du Midi entre Méditerranée et Atlantique dans le Midi occitan de la France.
- 1889 : ouverture au public de la tour Eiffel.

## Économie et société
- 1930 : l' Américaine Ellen Church première hôtesse de l'air connue.
- 1991 : Edith Cresson est nommée première ministre par le président français de la République François Mitterrand [5].

## Naissances

### XVIesiècle
- 1567 : Claudio Monteverdi, compositeur italien vénitien souvent considéré comme l'inventeur de l'opéra († 29 novembre 1643)

### XVIIIesiècle
- 1764 : Jean Hugues Gambin, général français de la Révolution et de l’Empire († 18 mai 1835).
- 1773 : Klemens Wenzel von Metternich, diplomate et homme politique autrichien († 10 juin 1859).

### XIXesiècle
- 1817 : Debendranath Tagore (দেবেন্দ্রনাথ ঠাকুর), philosophe indien († 19 janvier 1905).
- 1827 : Knud Bergslien, peintre norvégien († 27 novembre 1908).
- 1838 : Ulysse Butin, peintre français († 9 décembre 1883).
- 1842 : Louis-Victor de Habsbourg-Lorraine, archiduc d'Autriche († 18 janvier 1919).
- 1845 : 
  - Ilya Ilitch Metchnikov, immunologiste franco-russe, prix Nobel de physiologie ou médecine 1908 (+ 15 juillet 1916).
  - Louis Rousselet, géographe, archéologue et photographe français († 19 novembre 1929).
- 1848 : Carl Wernicke, médecin polonais († 15 juin 1905).
- 1856 : Lyman Frank Baum, écrivain, acteur et réalisateur américain († 6 mai 1919).
- 1859 : Pierre Curie, physicien français († 19 avril 1906).
- 1862 : Arthur Schnitzler, écrivain et médecin allemand († 21 octobre 1931).
- 1867 : Hjalmar Johansen, explorateur polaire norvégien († 9 janvier 1913).
- 1869 : « Litri » (Miguel Báez Quintero dit), matador espagnol († 14 janvier 1932).
- 1883 : Maurice Feltin, prélat français, cardinal-archevêque de Paris de 1949 à 1966 († 27 septembre 1975).
- 1884 : Joseph Dréher, athlète français spécialiste du demi-fond, médaillé olympique († 1941).
- 1891 (date grégorienne) : Mikhaïl Boulgakov, écrivain russe († 10 mars 1940).
- 1892 : André Luguet, acteur français († 24 mai 1979).
- 1893 : Mohand Saïd Lechani, militant politique et écrivain algérien († 25 mai 1985).
- 1898 : Arletty (Léonie Bathiat dite), actrice française († 23 juillet 1992).
- 1899 : Jean Étienne Valluy, général et historien français († 4 janvier 1970).
- 1900 : Fily Dabo Sissoko, écrivain et homme politique franco-malien († 30 juin 1964).

### XXesiècle
- 1903 : 
  - Jean Cavaillès, philosophe et logicien français, héros de la Résistance († 17 février 1944).
  - Maria Reiche, archéologue allemand († 8 juin 1998).
- 1904 : Gustaf Adolf Boltenstern, Jr., cavalier suédois, double champion olympique (+ 31 mars 1995).
- 1905 :
  - Joseph Cotten, acteur américain († 6 février 1994).
  - Abraham Zapruder, cinéaste amateur ayant filmé l'assassinat de John F. Kennedy en novembre 1963 († 30 août 1970).
- 1906 : Mariechen Wehselau, nageuse américaine, championne olympique († 12 juillet 1992).
- 1909 : James Mason, acteur britannique († 27 juillet 1984).
- 1910 : Constance Cummings, actrice britannique († 23 novembre 2005).
- 1911 : Max Frisch, romancier et dramaturge suisse († 4 avril 1991).
- 1914 :
  - Turk Broda (Walter Broda dit), joueur de hockey sur glace canadien († 17 octobre 1972).
  - Angus MacLean, homme politique canadien († 15 février 2000).
- 1915 : Paul Samuelson, économiste américain († 13 décembre 2009).
- 1918 : 
  - Eddy Arnold, chanteur de musique country américain († 8 mai 2008).
  - Joseph Wiseman, acteur canadien († 19 octobre 2009).
- 1920 :
  - Michel Audiard, homme de cinéma français († 28 juillet 1985).
  - Goffredo Lombardo, producteur de cinéma italien († 2 février 2005).
  - Nasrallah Boutros Sfeir, prélat libanais († 12 mai 2019).
- 1923 : Richard Avedon, photographe américain († 1er octobre 2004).
- 1925 : Horacio Guarany, écrivain et chanteur argentin († 13 janvier 2017).
- 1926 : 
  - Clermont Pépin, pianiste et compositeur québécois († 2 septembre 2006).
  - Peter Shaffer, dramaturge et scénariste anglais († 6 juin 2016).
- 1927 : Yeshi Donden, médecin tibétain († 26 novembre 2019).
- 1930 : Jasper Johns, peintre et sculpteur américain.
- 1931 : Ken Venturi (en), golfeur professionnel américain († 17 mai 2013).
- 1932 : John Glen, réalisateur britannique.
- 1935 : Don Bragg, athlète américain, champion olympique du saut à la perche († 16 février 2019).
- 1936 : Anna Maria Alberghetti, actrice et chanteuse italienne.
- 1937 :
  - Madeleine Albright (Marie Jana Korbelová dite), femme politique américaine, secrétaire d'État aux Affaires étrangères sous la présidence de Bill Clinton († 23 mars 2022).
  - Trini Lopez, chanteur américain († 11 août 2020).
  - Yuriy Sisikin, escrimeur soviétique, double champion olympique.
- 1938 :
  - Mireille Darc, actrice française († 28 août 2017).
  - Claude Michaud, acteur canadien († 21 février 2016).
  - Lenny Welch (en), chanteur américain.
- 1939 : Jean-Claude Annoux, auteur-compositeur-interprète français († 2 octobre 2004).
- 1942 : 
  - Anthony W. England, astronaute américain.
  - Robert Feliciaggi, homme politique sud-africain († 10 mars 2006).
- 1943 : 
  - Paul Bégin, homme politique québécois.
  - Freddie Perren (en), compositeur, réalisateur artistique, arrangeur et chef d’orchestre américain († 16 décembre 2004).
- 1944 : 
  - Bin Kashiwa, artiste peintre japonais.
  - Pierre Trentin, pistard français, double champion olympique.
  - Miruts Yifter, athlète éthiopien spécialiste du fond, double champion olympique († 22 décembre 2016).
- 1946 : Georges Bereta, footballeur français.
- 1947 : Hubert Falco, homme politique français et provençal, par exemple maire de Toulon depuis 2001.
- 1948 : 
  - Brian Eno, musicien britannique.
  - Nikolai Gorbachev, céiste soviétique, champion olympique († 9 avril 2019).
- 1949 : Frank L. Culbertson, Jr., astronaute américain.
- 1950 : 
  - Marguerite Bastien, femme politique belge.
  - Pierre Dospital, joueur de rugby à XV français.
  - Nicholas Hammond, acteur américain.
- 1951 : Kaye Hall, nageuse américaine, championne olympique.
- 1952 :
  - Jean-Pierre Dubois, juriste français.
  - Vahid Halilhodžić, footballeur et entraîneur de football français d'origine bosnienne.
  - Chazz Palminteri (Calogero Lorenzo dit), acteur, réalisateur et scénariste (italo-)américain.
- 1953 :
  - George Brett, joueur de baseball américain.
  - Cleavant Derricks, acteur américain.
  - Mike Oldfield,  compositeur et musicien britannique.
- 1955 : 
  - Lee Horsley, acteur américain.
  - Alexander Pusch, épéiste allemand, double champion olympique.
- 1957 : Norbert Növényi, lutteur hongrois, champion olympique.
- 1959 : Beverly Jo Scott, chanteuse, auteur et compositrice américaine.
- 1960 : Rob S. Bowman, réalisateur américain de télé et de cinéma.
- 1961 : Katrin Cartlidge, actrice anglaise († 7 septembre 2002).
- 1963 : Grant Heslov, acteur américain.
- 1965 :
  - Gulshara Abdykhalikova, femme politique kazakhe.
  - Raí (Raí Souza Vieira de Oliveira dit), footballeur brésilien.
- 1967 :
  - Madhuri Dixit, actrice indienne.
  - John Smoltz, joueur de baseball américain.
- 1969 :
  - Ève Cournoyer, auteure-compositrice-interprète québécoise († 12 août 2012).
  - Hideki Irabu, joueur de baseball japonais († 27 juillet 2011).
  - Emmitt Smith, joueur de football américain.
- 1970 : Anne Akiko Meyers, violoniste américaine.
- 1971 : 
  - Zoubaier Baya, footballeur tunisien
  - Fred Fortin, auteur-compositeur-interprète et musicien québécois.
- 1972 :
  - David Charvet, acteur et chanteur français.
  - Valérie Claisse, mannequin français.
- 1973 : Pascal Gentil, taekwondoïste français, médaillé olympique et champion du monde.
- 1974 : Zhan Xugang, haltérophile chinois, double champion olympique.
- 1975 :
  - Ray Lewis, joueur de football américain.
  - Dorothy Metcalf-Lindenburger, astronaute américaine
- 1978 :
  - Sébastien Chabbert, footballeur français.
  - Caroline Dhavernas, actrice québécoise.
  - Prosper Karangwa, basketteur rwandais.
  - David Krumholtz, acteur américain.
  - Amy Chow, gymnaste américaine, championne olympique.
  - Kōsei Inoue, judoka japonais, champion olympique.
- 1980 : Josh Beckett, joueur de baseball américain.
- 1981 :
  - Myriam Abel, chanteuse française.
  - Patrice Évra, footballeur français.
  - Justin Morneau, joueur de baseball canadien.
- 1982 :
  - Layal Abboud, chanteuse libanaise.
  - Veronica Campbell-Brown, athlète de sprint jamaïcaine.
  - Tatsuya Fujiwara, acteur japonais.
  - Jessica Sutta, chanteuse américaine Pussycat doll.
- 1983 : Germain Chardin, rameur français.
- 1984 : Adrian Colin, verrier français.
- 1985 :
  - Cristiane, footballeuse brésilienne.
  - Carl Medjani, footballeur français.
- 1986 : 
  - Anaïs Delva, chanteuse et comédienne française.
  - Eléni Artymatá, athlète de sprint chypriote.
- 1987 :
  - Anaïs Bescond, biathlète française.
  - Michael Brantley, joueur de baseball américain.
  - Brian Dozier, joueur de baseball américain.
  - Mark Fayne, hockeyeur sur glace américain.
  - Nick Holden, hockeyeur sur glace canadien.
  - Leonardo Mayer, joueur de tennis argentin.
  - Andy Murray, joueur de tennis écossais.
- 1988 : 
  - Loïc Korval, judoka français.
  - Nwal-Endéné Miyem, basketteuse française.
- 1989 :
  - Heimano Bourebare, footballeur franco-tahitien.
  - Mapou Yanga-Mbiwa, footballeur centrafricano-français.
- 1990 : 
  - Jordan Eberle, joueur de hockey sur glace canadien.
  - Sophie Cookson, actrice britannique.
- 1993 : Dominique Pandor, footballeur français.
- 1996 : 
  - Birdy (Jasmine van den Bogaerde dite), chanteuse britannique.
  - AlexVerdugo, joueur mexicano-américain de baseball.
- 1997 : Ousmane Dembélé, footballeur français.

## Décès

### IVesiècle
- 392 : Valentinien II, co(-)empereur romain assassiné ci-avant (° 371).

### Xesiècle
- 925 : Nicolas Mystikos, patriarche de Constantinople (° 852).

### XIesiècle
- 1036 :  Go-Ichijō, empereur du Japon (° 12 octobre 1008).

### XIIesiècle
- 1157 : Iouri Dolgorouki, prince russe (° 1091).
- 1174 : Nur ad-Din, souverain syrien (° 1118).

### XVesiècle
- 1470 : Karl Knutsson, roi de Suède de 1448 à 1457, de 1464 à 1465 et de 1467 à 1470 (° 1409).

### XVIesiècle
- 1523 : Urbain de Miolans, religieux bénédictin savoyard.
- 1525 : Thomas Müntzer, pasteur allemand (° vers 1489).

### XVIIesiècle
- 1609 : Giovanni Croce, compositeur italien (° 1557).
- 1634 : Hendrick Avercamp, peintre néerlandais (° 1585).
- 1698 : Mademoiselle de Champmeslé (Marie Desmares dite), comédienne française (° 18 février 1642).

### XVIIIesiècle
- 1740 : Ephraïm Chambers, encyclopédiste britannique (° 1680).
- 1773 : Alban Butler, prêtre britannique (° octobre 1710).

### XIXesiècle
- 1826 : Johann Baptist von Spix, zoologiste et explorateur allemand (° 9 février 1781).
- 1832 : Carl Friedrich Zelter, musicien allemand (° 11 décembre 1758).
- 1845 : Braulio Carrillo Colina, homme d'État costaricien, président du Costa Rica de 1838 à 1842 (° 20 mars 1800).
- 1847 : Daniel O'Connell, homme politique irlandais (° 6 août 1775).
- 1873 : Alexandre Jean Cuza, prince-souverain de Roumanie (° 20 mars 1820).
- 1879 :
  - Gottfried Semper, architecte allemand (° 28 novembre 1803).
  - Jakob Stämpfli, homme politique suisse (° 23 février 1820).
- 1886 : Emily Dickinson, poétesse américaine (° 10 décembre 1830).

### XXesiècle
- 1924 : Paul Henri Balluet d'Estournelles de Constant, diplomate français, prix Nobel de la paix 1909 (° 22 novembre 1852).
- 1935 : Kasimir Malevitch, peintre et sculpteur russe (° 23 février 1879).
- 1937 : Philip Snowden, homme politique britannique (° 18 juillet 1864).
- 1945 : Charles Williams, écrivain britannique (° 20 septembre 1886).
- 1949 : Albert Marteaux, homme politique belge (° 26 janvier 1886).
- 1954 : Rose Ojeda i Creus, religieuse espagnole fondatrice des carmélites de saint Joseph (° 30 août 1871).
- 1956 : Austin Osman Spare, artiste britannique (° 30 décembre 1886).
- 1957 : Dick Irvin, joueur et entraîneur canadien de hockey sur glace (° 19 juillet 1892).
- 1959 : Max d'Ollone, chef d'orchestre et compositeur français (° 13 juin 1875).
- 1963 : Rolande Désormeaux, chanteuse et animatrice québécoise (° 27 juillet 1926).
- 1967 : Edward Hopper, peintre américain (° 22 juillet 1882).
- 1969 : Joe Malone (Maurice Malone dit), joueur de hockey sur glace professionnel canadien (° 28 février 1890).
- 1971 : Tyrone Guthrie, réalisateur britannique (° 2 juillet 1900).
- 1978 : Robert Menzies, Premier ministre australien (° 20 décembre 1894).
- 1982 : Joëlle Mogensen, chanteuse française du groupe Il était une fois (° 3 février 1953).
- 1986 : Elio De Angelis, pilote automobile italien (° 26 mars 1958).
- 1989 :
  - Johnny Green, musicien américain (° 10 octobre 1908).
  - Luc Lacourcière, enseignant, écrivain, ethnologue et folkloriste québécois (° 18 octobre 1910).
- 1991 :
  - Andreas Floer, mathématicien allemand (° 23 août 1956).
  - Amadou Hampâté Bâ, ethnographe et historien malien (° vers 1900).
  - Ronald Lacey, acteur britannique (° 28 septembre 1935).
- 1994 : Gilbert Roland, acteur américain (° 11 décembre 1905).
- 1995 : Eric Porter, acteur britannique (° 8 avril 1928).
- 1997 : Saadallah Wannous, critique littéraire et dramaturge syrien (° 1941).
- 1998 :
  - Abdelhamid Ababsa, auteur, compositeur et interprète algérien (° 15 décembre 1918).
  - Jean-Marie Cieleska, cycliste sur route français (° 19 février 1928).
  - Jean Hamelin, historien canadien (° 13 juillet 1931).
  - John Hawkes, écrivain américain (° 17 août 1925).
  - Richard Jaeger, homme politique allemand (° 16 février 1913).
  - Serge Lesage, prêtre catholique français (° 26 octobre 1926).
  - Earl Manigault, joueur de basket-ball américain (° 7 septembre 1944).

### XXIesiècle
- 2002 :
  - Antonio Gracia López, footballeur espagnol (° 10 février 1917).
  - Esko Tie, hockeyeur sur glace finlandais (° 26 décembre 1928).
- 2003 : 
  - June Carter Cash, chanteuse américaine (° 23 juin 1929).
  - Rik Van Steenbergen, cycliste sur route belge (° 9 septembre 1924).
- 2004 :
  - Gloria Anzaldúa, auteure, poétesse, universitaire et militante américaine (° 26 septembre 1942).
  - Marius Constant, compositeur et chef d'orchestre français (° 7 février 1925).
- 2005 : Alan B. Gold, juge québécois (° 21 juillet 1917).
- 2006 : Cheikha Remitti, chanteuse algérienne (° 8 mai 1923).
- 2007 :
  - Jerry Falwell, télévangéliste américain (° 11 août 1933).
  - Yolanda King, actrice américaine (° 17 novembre 1955).
- 2008 :
  - Tommy Burns, footballeur écossais (° 16 décembre 1956).
  - Alexander Courage, compositeur américain (° 10 décembre 1919).
  - Jean Dubreuil, peintre français (° 24 octobre 1920).
  - Willis Eugene Lamb, physicien américain (° 12 juillet 1913).
  - Claude Théberge, peintre canadien (° 4 septembre 1934).
- 2011 : Samuel Wanjiru, athlète kényan (° 10 novembre 1986).
- 2012 : 
  - Carlos Fuentes, écrivain mexicain (° 11 novembre 1928).
  - Zakaria Mohieddin, homme politique égyptien (° 7 mai 1918).
  - Dominique Rolin, romancière belge (° 22 mai 1913).
- 2013 : Artus de Penguern, acteur et réalisateur français (° 13 mars 1957).
- 2014 : 
  - Robert Burns, homme politique et juge canadien (° 5 septembre 1936).
  - Jean-Luc Dehaene, homme politique belge et européen, premier ministre belge de 1992 à 1999 et président du Conseil européen au deuxième semestre de 1993 (° 7 août 1940).
- 2016 : André Brahic, astrophysicien français (° 30 novembre 1942).
- 2022 : 
  - Robert Cogoi, chanteur et compositeur belge (° 25 octobre 1939).
  - Knox Martin, artiste peintre et naturaliste américain (° 12 février 1923).
- 2024 :
  - Darren Dutchyshen, animateur canadien (° 19 décembre 1966).
  - Tates Locke, basketteur puis entraîneur et dirigeant sportif américain (° 26 février 1937).
  - Patrick Moenaert, homme politique belge (° 27 mars 1949).
  - Elda Peralta, actrice mexicaine (° 28 juillet 1932).
  - Yvon Picotte, enseignant et homme politique canadien (° 27 octobre 1941).
  - Ahmed Piro, chanteur marocain de musique arabo-andalouse (° 1932).

## Célébrations

### Internationales
- « Journée internationale des familles »[6] décrétée en 1993 par l'Assemblée Générale des Nations unies.
- « Journée internationale de l'objection de conscience »[7] (international day on conscientious objection) depuis 1986.

### Nationales
- Colombie et Mexique : fête des professeurs.
- Corée du Sud : 스승의 날 (« fête des professeurs » également).
- Japon : aoi matsuri (à Kyoto).
- Kurdes : « jour de la langue kurde »[8].
- Italie : Festa dei ceri, tous les 15 mai à Gubbio, en Ombrie.
- Madrid voire Séville (Castille et Andalousie, Espagne) : san Isidro[9], fête d'Isidore de Séville également saint patron de Madrid.
- Palestine et diaspora palestinienne : nakba / يوم النكبة  en arabe, soit yawm al-nakba ou jour de la catastrophe commémorant la création de l'État d'Israël en 1948.
- Paraguay :
  - « fête de l'indépendance ». ;
  - día de la madre / « fête des mères »[10].
- Slovénie : « jour des forces armées »[11].

### Religieuses
Fêtes religieuses romaines en ces ides de mai ( / Maïa mensis, in limine) : mercuralia(e) en l'honneur du dieu romain Mercure équivalant à l'Hermès des anciens Grecs.

### Saints des Églises chrétiennes

#### Saints catholiques et orthodoxes du jour
Référencés ci-après in fine, :
- Barbaros († 361) ou « Barbare », soldat romain, martyr sous Julien.
- Cassius et Victorin, Maxime († 260), martyrs à Arvernis par Chrocus.
- Denise de Lampsaque, vierge de 16 ans, avec Pierre, André et Paul († 251), martyrs à Lampsaque.
- Elesbaan d'Ethiopie († v. 535), Roi d'Ethiopie.
- Euphrase d'Andújar (es) († Ier siècle), évêque d'Andújar, l'un des sept apôtres de l'Espagne.
- Franchy († VIIe siècle) ou « Francovée », ermite en Nivernais.
- Géréberne († VIIe siècle) ou « Gerebrand », chapelain de sainte Dymphne, martyr avec elle dans la province d'Anvers.
- Hallvard de Husaby († v. 1043), prince norvégien.
- Maxime de Callian († 856), abbesse à Callian.
- Pacôme le Grand († 346), moine - date de fête en Orient - fêté le 9 mai en Occident.
- Primel († 450) ou « Primaël », ermite, père spirituel de saint Corentin de Quimper.
- Rétice († 334), évêque d'Autun, catéchiste de l'empereur romain converti Constantin Ier le Grand.
- Rupert de Bingen (de) († IXe siècle), duc de Bingen, ermite et sa mère Berta von / Berthe de Bingen (de).
- Séverin de Settempedan (it) († 550), ermite puis évêque de Septempeda ; fêté le 8 juin en Orient[14].
- Simplice d'Olbia (it) († 304), évêque d'Olbia, martyr sous Dioclétien.
- Witesinde († 855), martyr à Cordoue.

#### Saints et bienheureux catholiques du jour
référencés ci-après :
- André Abellon († 1450), bienheureux, frère prêcheur, réformateur dominicain du monastère sainte-Marie-Madeleine de Saint-Maximin-la-Sainte-Baume et peintre.
- Avertin de Canterbury († 1180), diacre anglais disciple de saint Thomas de Canterbury / Thomas Becket.
- Césarie d'Otrante (XIVe siècle), ermite italienne.
- Isidore le Laboureur († 1170), laïc espagnol - saint patron de Madrid.

#### Saints orthodoxes
Outre les saints œcuméniques voire pré-schismatiques ci-avant aux dates parfois "juliennes" / orientales...
- Dimitri Riourik († 1591), prince russe.
- Eléazar de Pskov († 1481), moine.
- Isaïe de Rostov († 1090), moine.

### Prénoms du jour
Bonne fête aux Denise et ses variantes et surnom possible : Dee Dee (sinon Andrée ni Andrea, Andréa etc.), Deneza, Denis(i)a, Denize, Dennis, Denyse, Dionisia, Dionysia, Dyonisia, Marie-Denise (voir les 9 octobre des Denis et autres variantes aux masculins, les 24 mai des Donatien).
Et aussi aux :
- Pacôme (fête locale comme la veille 14 mai, fête majeure le 9).
- Privel et ses variantes autant bretonnes : Primaël, Primel, Primela, Privael, Privela.

## Traditions et superstitions
6e voire 5e jour possible des quatre-temps d'été, si en semaine de Pentecôte.

### Dictons
- « Mi-mai, mi-tête. »[15]
- Souvent en tant que surlendemain(s) de saints de glace, à savoir par exemple :
  - « À la sainte-Denise, le froid n'en fait plus à sa guise. »[16]
  - « À la saint-Isidore, la dernière gelée. »[17]
  - « À sainte-Denise, finie la bise. »[17]
  - « Mi-mai, queue d'hiver. »[18]
  - « S’il pleut à la saint-Victorin, tu peux compter sur bien du foin. »[19]

### Astrologie
Signe du zodiaque : 25e jour du signe astrologique du Taureau.

## Toponymie
Les noms de plusieurs voies, places, sites ou édifices de pays ou provinces francophones contiennent cette date sous différentes graphies : voir Quinze-Mai .